# Pterogonaga
Pterogonaga is een geslacht van vlinders van de familie visstaartjes (Nolidae), uit de onderfamilie Chloephorinae.

## Soorten
- P. chinensis Berio, 1964